# جرج پاک
جرج پاک (انگلیسی: George Pake؛ زاده ۱ آوریل ۱۹۲۴ درگذشته ۴ مارس ۲۰۰۴) یک دانشمند اهل ایالات متحده آمریکا بود.
وی همچنین برنده جوایزی همچون نشان ملی علوم شده‌است.